# Estação Piçarra
A Estação Piçarra é uma estação integrante da Linha 1 do Metrô de Teresina, administrada pela Companhia Ferroviária e de Logística do Piauí, localizada na rua José Olímpio de Melo, no bairro Frei Serafim, cidade de Teresina, estado do Piauí, Brasil.

## Histórico
Em 2011 foi assinada a ordem de serviço para a construção de duas novas estações no Metrô de Teresina. As estações Piçarra, localizada entre as já existentes estações Frei Serafim e Ilhotas, e São João, localizada entre as estações Ilhotas e Boa Esperança, estavam previstas no projeto original do sistema de 1977 mas, devido a falta de recursos na época, só tiveram suas obras iniciadas quase duas décadas depois da inauguração da primeira fase da Linha 1 em 1991.
A construção das duas novas estações ocorreu conjuntamente com a reforma de outras 5 estações da Linha 1: Itararé, Dirceu II, Parque Ideal, Renascença e Boa Esperança.

## Ver Também
- Metrô de Teresina
- Linha 1 do Metrô de Teresina